# Sidsel Endresen
Sidsel Endresen (Trondheim, 19 giugno 1952) è una cantante e compositrice norvegese.

## Biografia
Dal 1976 ha vissuto a Oslo, e ha partecipato a una serie di pubblicazioni con il gruppo vocale Chipahua. Insieme con Elin Rosseland e Eldbjørg Raknes ha formato il trio ESE improvvisando dal 1995 al 1999. Ha scritto la colonna sonora di Runi Langum Expedition (2000) ed è stata solista nella sua autobiografia scritta Lautleben (2001). Ha anche insegnato presso l'Accademia di Musica norvegese. A partire dal 1989 ha iniziato la sua carriera solista. Ha poi lavorato con Django Bates, Jon Christensen, Stian Westerhus, Nils Petter Molvær, David Darling e Bugge Wesseltoft.

## Discografia
- So I write (1990)
- Exile (1994)
- Nightsong (1994) con Bugge Wesseltoft
- Duplex ride (1998) con Bugge Wesseltoft
- Undertow (2000)
- Out here in there (2002) con Bugge Wesseltoft
- Merriwinkle (2004) con Christian Wallumrød e Helge Sten